# Machairophora fulvipunctata
Machairophora fulvipunctata är en fjärilsart som beskrevs av Max Wilhelm Karl Draudt 1914. Machairophora fulvipunctata ingår i släktet Machairophora och familjen björnspinnare. Inga underarter finns listade i Catalogue of Life.